# Леонидово (платформа)
Леонидово — остановочный пункт (бывшая станция) Сахалинского региона Дальневосточной железной дороги. Назван по одноимённому селу, расположенному в полутора километрах к югу от платформы. Платформа расположена в полутора километрах к северу от станции Олень, являющейся главной в селе Леонидово.

## Деятельность
Пассажирские поезда дальнего следования на платформе не останавливаются.
В летний период на платформе останавливается пригородный поезд Поронайск — Победино. Стоянка составляет 1 минуту.
Грузовые операции не предусмотрены.